# پرواز شناسایی (فیلم ۱۹۳۸)
پرواز شناسایی (انگلیسی: The Dawn Patrol) یک فیلم جنگی آمریکایی به کارگردانی ادموند گولدینگ است که در سال ۱۹۳۸ منتشر شد. این فیلم، بازسازی اثری به همین نام است که در سال ۱۹۳۰ منتشر شده بود.

## بازیگران
- ارول فلین
- بازیل رتبون
- دیوید نیون
- دونالد کریسپ
- ملویل کوپر
- بری فیتزجرالد
- کارل ازموند
- جیمز برک
- سیدنی بریسی
- مورتون لاوری
- مایکل بروک
- هربرت اوانس
- فرد گراهام